# Batalha de Tsorona
Batalha de Tsorona foi um combate entre o exército eritreu e o exército etíope perto da cidade fronteiriça de Tsorona.  As declarações do governo da Eritreia identificaram as tropas etíopes como agressoras e falhando em avançar na fronteira.  As declarações do governo etíope reivindicaram que os militares eritreus foram seriamente degradados pelo ataque. 

## Contexto
As relações entre a Eritreia e a Etiópia têm sido frágeis e as tensões entre os dois países permaneceram elevadas depois de ambos lutarem entre si na Guerra Eritreia-Etiópia, que durou de 1998 a 2000, e desde o fim da guerra houve uma série de pequenos atritos na fronteira entre os dois países usando armas de pequeno porte; no entanto, no confronto de 2016 seria utilizada "artilharia de médio e longo alcance".

## Batalha

### Reivindicações da Eritreia
De acordo com o Ministério da Informação da Eritreia, as forças etíopes atacaram as tropas da Eritreia em Tsorona no domingo, 12 de junho de 2016.  Depois de uma batalha durante a noite, as tropas foram repelidas na segunda-feira, 13 de junho de 2016. As forças etíopes rapidamente recuaram até fronteira, com a Eritreia estimando perdas etíopes em 200 mortos e 300 feridos; a Etiópia não identificou quaisquer perdas. 

### Reivindicações da Etiópia
O porta-voz do governo etíope Getachew Reda inicialmente negou qualquer conhecimento de confrontos entre Eritreia e Etiópia. Os comentários subsequentes do porta-voz do governo etíope alegaram que "houve baixas significativas em ambos os lados, porém mais no lado eritreu". 